# Hadaix
Hadaix (hebreu: חד"ש‎, ‘Nou’) és un front popular d'extrema esquerra àrab a Israel, format per comunistes israelians i altres grups d'extrema esquerra. Hadaix és l'acrònim en hebreu de Front Democràtic per la Pau i la Igualtat (hebreu: החזית הדמוקרטית לשלום ולשוויון, ha-Hazit ha-Demoqràtit le-Xalom u-le-Xivyon‎; àrab: الجبهه الدمقراطية للسلام والمساواة, al-Jibha ad-Dīmuqrāṭiyya li-s-Salām wa-l-Musāwā).
El nom fou adoptat en els anys 1970 pel Nou Partit Comunista (Reiximà Qomunístit Hadaixà, Raqà), escissió del Partit Comunista Israelià (hebreu: מפלגה קומוניסטית ישראלית, Miflagà Qomunístit Yisraelit‎; מק"י, MAQI). El seu cap fou durant molts anys l'escriptor palestí Emil Habibi, molt prosoviètic. Són partidaris de la creació d'un estat laic i binacional.
Entre els anys 2015 i 2022 formà part de la coalició majoritàriament àrab anomenada Llista Conjunta.

## Ideologia
Hadaix és un partit d'esquerres que dona suport a l'economia socialista i els drets dels treballadors. Destaca la cooperació jueva i àrab, i els seus líders van ser els primers a donar suport a una solució de dos estats. Els seus votants són principalment àrabs de classe mitjana i laica, molts procedents de les comunitats cristianes i del nord. A més, atrau entre 6.000 i 10.000 electors d'extrema esquerra jueva durant les eleccions nacionals.
El partit recolza l'evacuació de tots els assentaments israelians, la retirada completa per part d'Israel de tots els territoris ocupats arran de la Guerra dels Sis Dies i l'establiment d'un estat palestí en aquests territoris. També dona suport al dret de devolució o indemnització dels refugiats palestins. A més dels problemes de pau i seguretat, Hadaix també és conegut per ser actiu en temes socials i ambientals. D'acord amb els ideals socialistes, la plataforma mediambiental de Hadaix demana la nacionalització de les reserves de gas, minerals i petroli d'Israel.
Hadaix es defineix a si mateix com un partit no sionista, originalment d'acord amb l'oposició marxista al nacionalisme. Reclama el reconeixement dels àrabs palestins com a minoria nacional a Israel. Malgrat les seves arrels marxistes-leninistes, Hadaix ha inclòs en els darrers temps elements del nacionalisme àrab a la seva plataforma.
Hadaix va passar a una retòrica més nacionalista àrab després de presentar-se a la llista conjunta amb Ta'al el 2003.
El 2015, Hadaix va declarar el seu suport a les campanyes internacionals contra empreses que operen als territoris ocupats palestins.
De cara a concórrer a les eleccions legislatives d'Israel de 2015 uniren forces amb les formacions àrabs Llista Àrab Unida, Ta'al i Balad, que es presenten per primera vegada plegats des de la creació de l'Estat d'Israel amb el nom de Llista Conjunta, que aconseguí 13 escons. Aquesta coalició participà en totes les eleccions legislatives entre 2015 i 2021 excepte en les de d'abril de 2019. El febrer de 2021 la Llista Àrab Unida ja havia abandonat la coalició, que es trencà definitivament el setembre de 2022 quan faltaven molt poques hores per la presentació de les llistes electorals per a les eleccions de 2022.

## Resultats electorals
L'evolució dels resultats de Hadaix a la Kenésset ha estat:
| Any      | Líder            | Vots                             | %                                | Escons  | ± |
| -------- | ---------------- | -------------------------------- | -------------------------------- | ------- | - |
| 1977     | Meir Vilner      | 80.118                           | 4,6                              | 5 / 120 | – |
| 1981     | Meir Vilner      | 64.918                           | 3,4                              | 4 / 120 | 1 |
| 1984     | Meir Vilner      | 69.815                           | 3,4                              | 4 / 120 | = |
| 1988     | Meir Vilner      | 84.032                           | 3,7                              | 4 / 120 | = |
| 1992     | Meir Vilner      | 62.545                           | 2,4                              | 3 / 120 | 1 |
| 1996     |                  | Coalició Hadaix-Balad            | Coalició Hadaix-Balad            | 4 / 120 | 1 |
| 1999     | Mohammad Barakeh | 87.022                           | 2,6                              | 3 / 120 | 1 |
| 2003     | Mohammad Barakeh | Coalició Hadaix-Ta'al            | Coalició Hadaix-Ta'al            | 2 / 120 | 1 |
| 2006     | Mohammad Barakeh | 86.092                           | 2,7                              | 3 / 120 | 1 |
| 2009     | Mohammad Barakeh | 112.130                          | 3,3                              | 4 / 120 | 1 |
| 2013     | Mohammad Barakeh | 113.439                          | 3,0                              | 4 / 120 | = |
| 2015     | Ayman Odeh       | Forma part de la Llista Conjunta | Forma part de la Llista Conjunta | 5 / 120 | 1 |
| Abr 2019 | Ayman Odeh       | Coalició Hadaix-Ta'al            | Coalició Hadaix-Ta'al            | 4 / 120 | 1 |
| Set 2019 | Ayman Odeh       | Forma part de la Llista Conjunta | Forma part de la Llista Conjunta | 5 / 120 | 1 |
| 2020     | Ayman Odeh       | Forma part de la Llista Conjunta | Forma part de la Llista Conjunta | 5 / 120 | = |
| 2021     | Ayman Odeh       | Forma part de la Llista Conjunta | Forma part de la Llista Conjunta | 3 / 120 | 2 |
| 2022     | Ayman Odeh       | Coalició Hadaix-Ta'al            | Coalició Hadaix-Ta'al            | 4 / 120 | 1 |